# إسراج
إسراج وتسمى إيضاً القيثارة الهندية، وهي إحدى الآلات الوترية توجد على شكل تصميمين في جميع أنحاء الشمال، ومناطق شرق وسط الهند .وتعد آلة الإسراج أداة للشباب في الهند

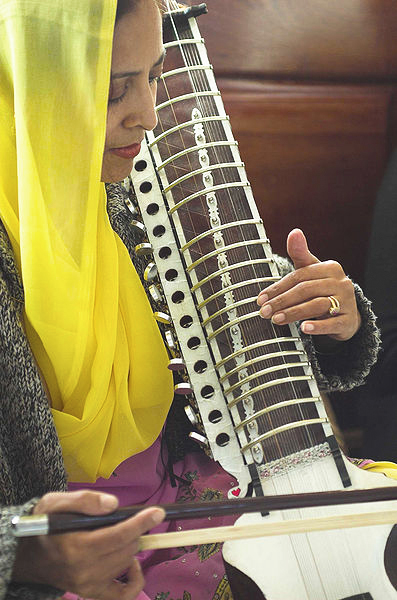
امرأة تعزف الديلروبا

## التاريخ
يعود تاريخ هذه الآلة إلى حوالي 200 سنة. حيث تم العثور على نسخة من الآلة في ولاية ترايبورافي شمال الهند ، و يتم استخدام الإسراج في الموسيقى الدينية والأغاني الكلاسيكية الخفيفة في المناطق الحضرية. وكلمة إسراج تعني ا ب «سارق القلب» .

## الهيكل
هيكل الإسراج مشابه إلى حد كبير للسيتار. حيث العنق مصنوع من المعدن الثقيل. يحمل هذا العنق على رف خشبي طوله من 12-15 بسل. في سلة متراتبة الشكل واوتاره منوعة بالاغلب من شعر الماعز .

## وصلات إضافية
- Stringing and Tuning the Dilruba and Esraj